# H-3 Sea King

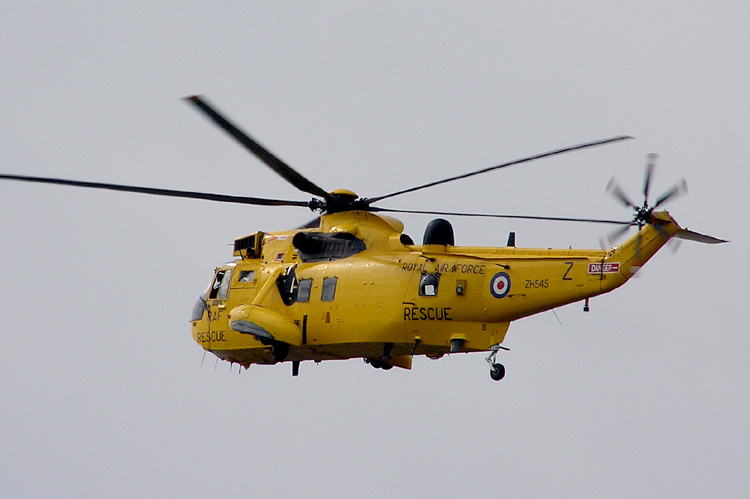
Westland Sea King HAR.3 SAR-helikopter van de RAF

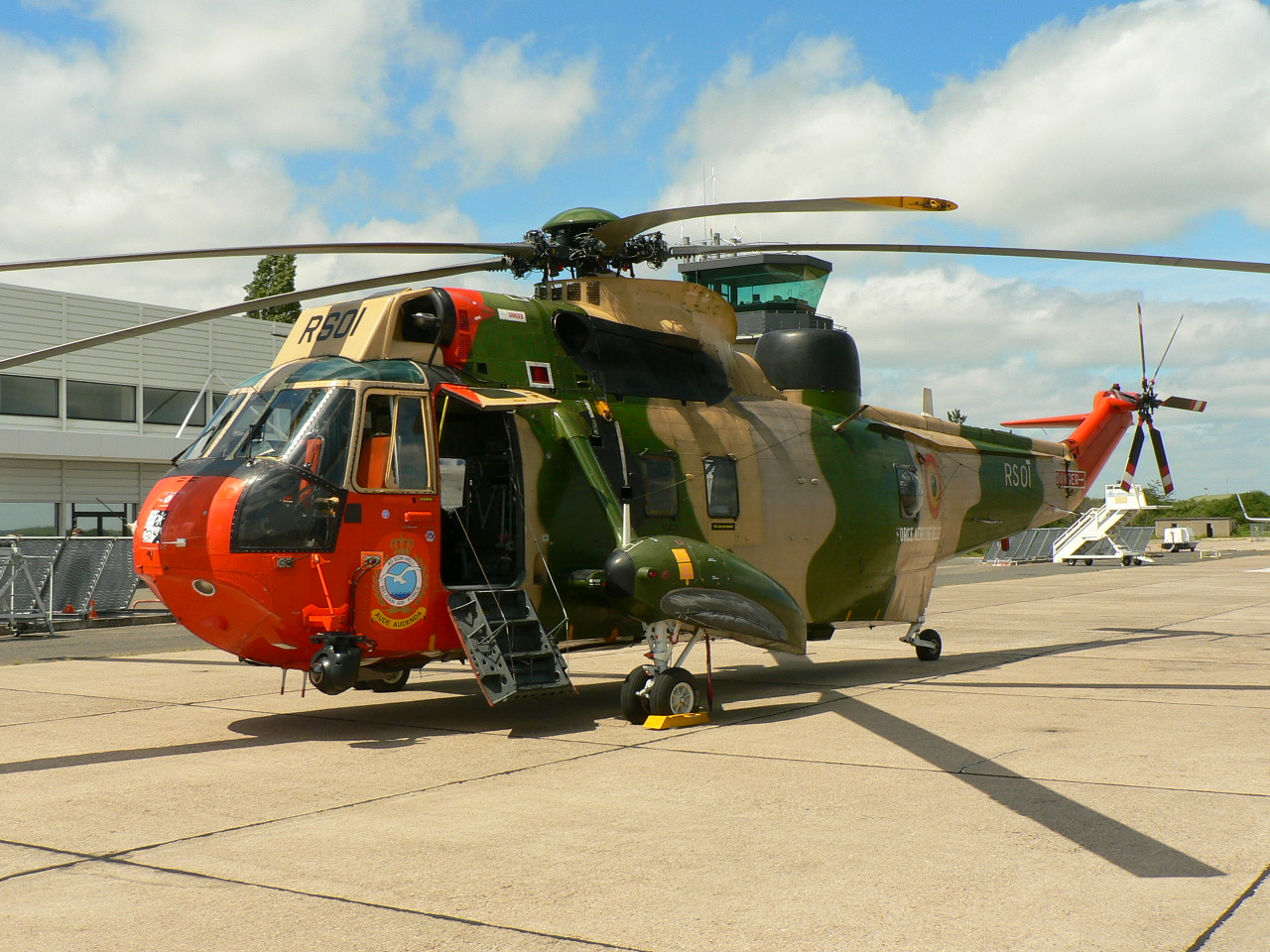
Westland Sea King Mk48. SAR-helikopter van de Belgische Luchtmacht in 2006.

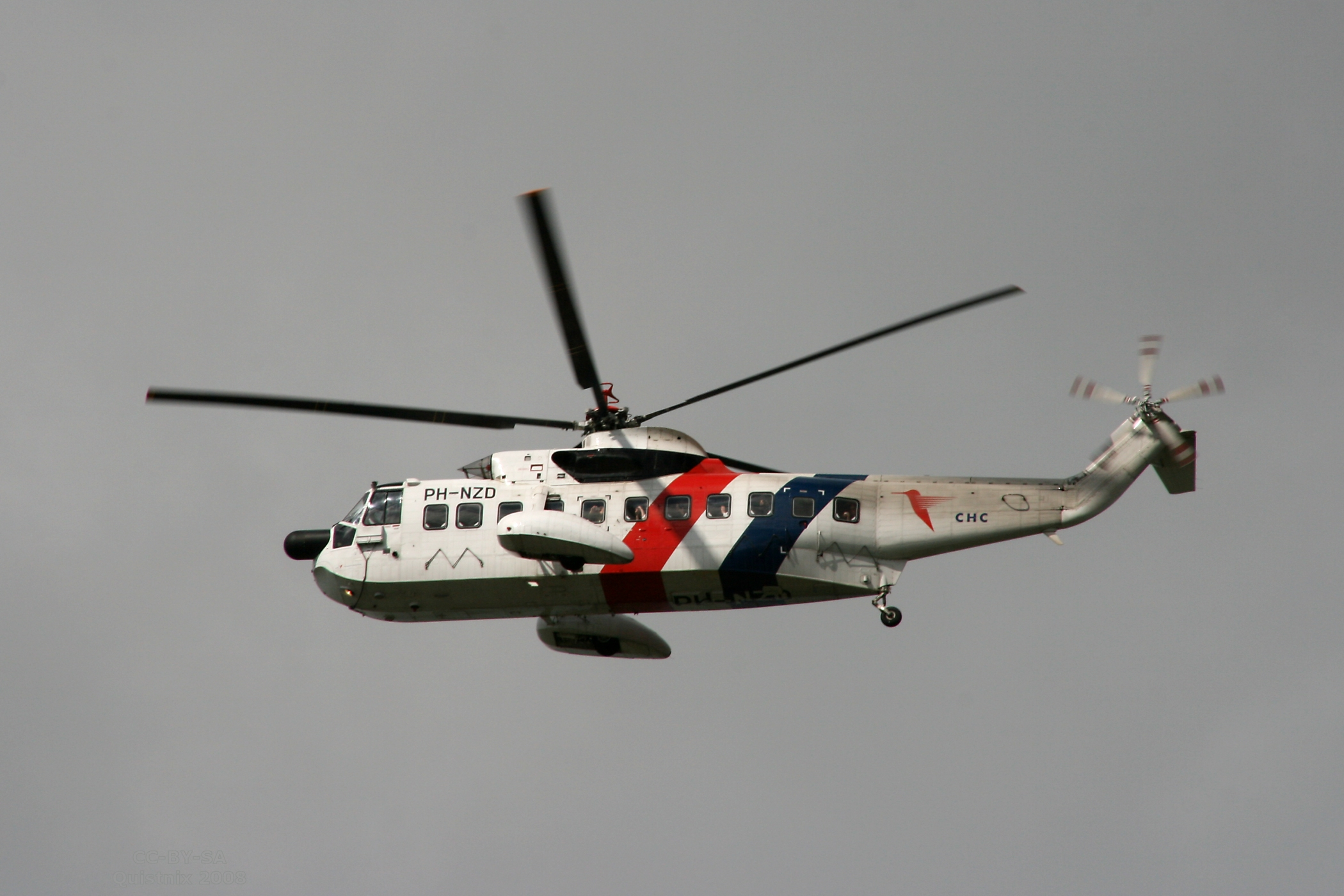
Een Nederlandse S-61N van CHC

De Sikorsky UH-3 Sea King (in de civiele uitvoering ook bekend als Sikorsky S-61) is een tweemotorige helikopter die voor uiteenlopende taken geschikt is. De naam betekent letterlijk "zeekoning".

## Geschiedenis
In 1957 verzocht de US Navy de firma Sikorsky om een tweemotorige helikopter te ontwerpen, die tegen onderzeeërs kon worden ingezet en tegelijkertijd sensoren en wapens moest kunnen meenemen. Op 11 maart 1959 maakte de XHSS-2 zijn eerste proefvlucht. De Amerikaanse marine was zo onder de indruk van het toestel, dat in 1961 alle andere helikopters werden vervangen door de gloednieuwe SH-3A. Wegens zijn dubbelrol, waarbij zowel wapens als sensoren werden meegenomen, kreeg de SH-3 al snel de bijnaam Sea King. Na de SH-3A zijn nog vijftien andere militaire en civiele varianten gebouwd. Een van de bekendste is de VH-3, de Amerikaanse presidentiële helikopter, de Marine One.
In 1969 werd het Britse Westland het eerste buitenlandse bedrijf dat de Sea King in licentie mocht bouwen. Daarna werd de helikopter ook in Japan in licentie gebouwd (door Mitsubishi) en in Italië (door Agusta). Het Verenigd Koninkrijk, Duitsland, België en Noorwegen kochten de Sea King aan.
In 1990 stopte Sikorsky met de productie, nadat er meer dan 1100 stuks waren gebouwd. In het Verenigd Koninkrijk, Italië, en Japan bleef het toestel in productie. De Italiaanse en de Japanse Sea Kings werden alleen gekocht door hun land van productie, terwijl het Verenigd Koninkrijk de toestellen nog steeds exporteert naar allerlei landen.
De Britse luchtmacht faseerde in 2016 haar laatste Sea King's uit. De Britse marine volgde in 2018. De taken werden overgenomen door modernere toestellen zoals de EH-101 Merlin of Wildcats. De SAR-operaties werden geprivatiseerd.

## België
Het 40ste smaldeel Search and Rescue van de Belgische luchtmacht had Sea Kings in dienst van 1975 tot 2019. De bestelling van vijf Westland Sea King MK48's gebeurde in 1974. De toestellen droegen de registratie RS01 tot RS05. Alles samen voerden de vijf helikopters 3.309 reddingsoperaties uit, waaronder het in veiligheid brengen van dertig opvarenden van de gekapseisde ferry Herald of Free Enterprise in 1986.
De Belgische RS01 (Rescue 01) vloog zijn laatste vlucht op 17 december 2008, in gezelschap van twee andere Sea Kings en een Alouette III, tussen thuisbasis Koksijde en de esplanade van het Jubelpark in Brussel. Na 33 jaar dienst (in dienst genomen op 19 december 1975) rust hij uit als pronkstuk in het Koninklijk Museum van het Leger en de Krijgsgeschiedenis nabij het Jubelpark.
De RS03 ging op 29 augustus 2013 op pensioen door metaalmoeheid aan de staart. Het toestel bleef op Vliegbasis Koksijde voor het afstaan van wisselstukken en werd later verkocht aan de gemeente Koksijde.
De overige drie toestellen werden begin 2019 uit dienst gesteld. De RS05 haalde op 21 februari nog een onwel geworden opvarende van een schip voor de kust van Oostende. RS05, een van de drie resterende toestellen ging naar het Luchtvaartopleidingscentrum in Oostende. De andere twee, RS02 en RS04, werden in de zomer van 2020 verkocht aan het Engelse Historic Helicopters. Ze werden er terug vliegklaar gemaakt en worden gebruikt op airshows. RS02 kwam in 2023 op bezoek als paradepaardje op de opendeurdag van haar voormalige basis in Koksijde.
De SAR-taken werden overgenomen door vier NH90 NFH Caimans.

## De Sea King (S-61) in cijfers
- Piloten: 2
- Maximaal aantal passagiers: 26
- Leeggewicht: 5.613 kg
- Lengte: 17 meter
- Hoogte (tot staartrotor): 5,13 meter
- Rotorspanwijdte: 18,91 meter
- Maximaal gewicht: 9.526 kg
- Topsnelheid: 226 km/u
- Winchkabel: 75 meter kabellengte / 300 kg
- Brandstof: 6.000 pond verdeeld over twee tanks
- Motoren: 2 Rolls Royce Gnome H-1400-1 of H-1400-1T van elk 1660 pk

## Voetnoten
1. ↑  Veertig jaar Sea King in unieke foto's: afscheid van een icoon, VRTNWS, 21 maart 2019
2. ↑  Laatste Sea King bezig met laatste vlieguren: man met beroerte gered op schip, HLN, 21 februari 2019. Gearchiveerd op 21 maart 2019.
3. ↑  Twee oude Sea King-helikopters gered van de schroothoop, VRT.NWS, 6 juli 2020. Gearchiveerd op 18 mei 2021.